# Per Svensson (musiker)
Per Svensson, född 1965 i Göteborg, är en svensk musiker, ljud- och bildkonstnär. 

## Musiker
Svensson är en av Sveriges ledande ljud- och electronica konstnärer.[källa behövs] Han arbetar även som musikproducent och är medlem i Fylkingen och Svenska Musikerförbundet. Svensson har samarbetat med Leif Elggren, Freddie Wadling, Mats Gustafsson, Ebbot Lundberg med flera och har utgivit album på skivbolagen Ideal Recordings, Kolsyrefabriken Records, och Progress Productions. 
Han utgav 1987 sins första ljudkonstskiva "The Sound of Ground Materia/The Book of Elements" på skivbolaget Radium 226.05 Records i Göteborg i samarbete med Firework Edition. Svensson har sedan dess givit ut ett flertal soloalbum på skivbolaget Firework Edition Records, Olofbright Records och Kning Disk. 
Svensson startade 1997 ljudkonstkollektivet Audio Laboratory ihop med Henrik Rylander, Jean-Louis Huhta och Ebbot Lundberg, som utgav livealbum på skivbolaget Firework Edition Records 2003. Han bildade den ny-psykedeliska rockgruppen The New Alchemy med Ebbot Lundberg 2003. The New Alchemy utkom med albumen " Sound Art & Random Noise Poetry", 2003 (Kolsyrefabriken Records), "Organic Universe", 2006 (iDEAL Recordings),  "On the Other Side of Light", 2013 (Subliminal Sounds). 
Tillsammans med Freddie Wadling bildade han det psykedeliska postpunkbandet The Kingdom of Evol i Göteborg 2007, som utkom med albumet "Dark Passages - Nocturnal Incidents, 2012 och albumet "The Second Coming of Pleasure & Pain", 2014 på skivbolaget Progress Productions. Bandet The Kingdom of Evol gjorde livekonserter på bland annat Borås konstmuseum i samband med utställningen Svart Ljus, festivalerna Way Out West och Stockholm Music & Arts 2012 samt uppträdde på rockklubben Sticky Fingers i Göteborg under Progress Fest 2014 och på Skivaffären Bengans i Göteborg under Record Store Day i samband med Vinylrelease av bandets andra album.

## Konstnärskapet
Svensson studerade konst vid Kungliga konsthögskolan i Stockholm 1985-1990 och har vid sidan av sin musikaliska karriär varit verksam med ljudskulptur, ljudinstallationer, performance och live impro och ljudkonst samtskulptur, måleri, teckning. Han har haft utställningar på Heliosturm i Köln, L.A.C.E i Los Angeles, Bahnhof Westend Berlin, Konstakademien i Budapest, Anomalous Gallery Seattle, Konstakademien i Stockholm, Göteborgs konstmuseum, Skulpturens hus i Stockholm, Ystads konstmuseum, Alma Löv Museum, Skövde konsthall och på Moderna museet. Som konstnär är han medlem i KRO.